# آب‌انبار حاج آقا امام
آب‌انبار حاج آقا امام مربوط به دوره پهلوی است و در اردکان، بلوار شهید بهشتی، جنب مسافربری مظلوم واقع شده و این اثر در تاریخ ۲۲ مرداد ۱۳۸۴ با شمارهٔ ثبت ۱۳۰۲۱ به‌عنوان یکی از آثار ملی ایران به ثبت رسیده است.